# کشلی
دهستان کشلی از توابع بخش کرگان‌رود شهرستان طوالش در استان گیلان ایران قرار دارد و براساس سرشماری مرکز آمار ایران در سال ۱۳۹۵ جمعاً ۳۳۰۰ تن و (۹۰۰ خانوار) بوده‌است و دارای آب و هوای معتدل و مرطوب است همچنین مردم این روستا به زبان تالشی سخن می‌گویند.